# Когэн Итто-рю
Когэн Итто-рю (яп. 甲源一刀流, «школа Итто-рю семьи Минамото из Каи») — древняя школа кэндзюцу и нагинатадзюцу, классическое боевое искусство Японии, основанное в XVIII веке мастером по имени Хэнми Тасиро Ёситоси.

## История
Школа Когэн Итто-рю была основана в XVIII веке мастером по имени Хэнми Тасиро Ёситоси (1746—1838), потомком ответвления семьи Такэда, которые произошли от императора Сэйва через Минамото-но Цунэмото и Синрасабуро Минамото-но Ёсимицу. Она представляет собой объединение семейных боевых традиций рода Хэнми и знаний школы Мидзогути-ха Итто-рю. Название стиля происходит путём объединения первого кандзи провинции Каи, где жила семья Такэда (современная префектура Яманаси; иероглиф произносится как «ко») и частички, указывающий на семейных предков (род Минамото является одним из самых престижных в Японии; иероглиф произносится как «гэн»). Кроме того в названии школы присутствует «Итто-рю» как знак признания вклада, сделанного данным стилем фехтования в программу школы Хэнми Тасиро.
До создания собственной школы фехтования Хэнми Тасиро обучался Айдзу Мидзогути-ха Итто-рю под руководством мастера по имени Сакурай Госукэ Нагамаса. Позже, признав превосходство мастерства своего ученика, Сакурай сам вступил в ряды учеников школы Когэн Итто-рю. Он оставался с семьёй Хэнми в течение многих лет, находился на их попечении в самой старости, и был похоронен на семейном кладбище около их дома.
Семья Хэнми была хорошо известна своими мастерами фехтования, однако она являлась чьим либо вассалом и не служили какому либо знатному клану. Они занимались обработкой собственной земли и поддерживали школу кэндзюцу, в которой ученики, обычно, занимались утром и вечером.
Позже было основано додзё, сконструированное в типичном старом стиле нагая (продолговатое здание) в передней части дома семьи Хэнми. Оно получило название Ёбукан додзё и вскоре стало известно на всю провинцию. Додзё существует и по сей день. Нынешний додзё был построен более двухсот лет назад самим основателем школы.
По состоянию на 2008 год школа Когэн Итто-рю входит в состав организации Нихон Кобудо Кёкай. Текущим, 10-м её сокэ является Хэнми Ёсикиё.

## Программа обучения
В программе обучения школы Когэн Итто-рю присутствуют 25 техник кэндзюцу и 5 методов нагинатадзюцу, перенятых у стиля Тода-ха Буко-рю.
Несмотря на то, что методы иайдзюцу более не практикуется, их имена всё ещё остаются в мокуроку. В отличие от многих иных рю техники иай стиля Когэн Итто-рю называются различными кудзи. Большинство нынешних членов Когэн Итто-рю являются опытными практикантами Мусо Синдэн-рю иайдо и кэндо; некоторые из них также имеют опыт в дзюдзюцу или других современных искусства безоружного боя.
Техники школы Когэн Итто-рю отличаются скудностью движений, экономичностью передвижений и очень строгими понятия времени и линии атаки. Они лишены излишних движений и приукрас; смысл некоторых из них не всегда понятен при поверхностном ознакомлении. Также довольно уникальным является рэйхо (формальный этикет).

## Генеалогия
Линия передач традиций школы Когэн Итто-рю выглядит следующим образом:
1. Хэнми Тасиро Ёситоси (яп. 逸見義年);
2. Хэнми Ёсинаэ (яп. 逸見義苗);
3. Хэнми Ёситака (яп. 逸見義豊);
4. Хэнми Нагахидэ (яп. 逸見長秀);
5. Хэнми Тёэй (яп. 逸見長英);
6. Хэнми Аисаку (яп. 逸見愛作);
7. Хэнми Такэити (яп. 逸見武市);
8. Хэнми Тасиро (яп. 逸見太四郎);
9. Хэнми Тифудзи (яп. 逸見知夫治);
10. Хэнми Ёсикиё (яп. 逸見義清).

## Интересные факты
- Безумный фехтовальщик в романе и фильме под названием Дайбосацу тогэ изучал техники школы Когэн Итто-рю[1][2].